# Адегака
Адегака, в верховьях Тхамахинская щель, — река в России, протекает по Краснодарскому краю. Устье реки находится в 53 км от устья реки Шебш по правому берегу. Длина реки — 17 км, площадь водосборного бассейна — 80,4 км².

## Данные водного реестра
По данным государственного водного реестра России относится к Кубанскому бассейновому округу, водохозяйственный участок реки — Афипс, в том числе Шапсугское водохранилище. Речной бассейн реки — Кубань.
Код объекта в государственном водном реестре — 06020001512108100005598.